# Conophytum jarmilae
Conophytum jarmilae là một loài thực vật có hoa trong họ Phiên hạnh. Loài này được Halda mô tả khoa học đầu tiên năm 1998.